# Karl-Heinz Riessbeck
Karl-Heinz Riessbeck (* 23. Februar 1923 in Leipzig; † 18. März 2003 in Berlin) war ein deutscher Röntgenologe, Strahlentherapeut und Hochschullehrer.

## Leben und Werk
Nach dem Schulabschluss studierte Karl-Heinz-Riessbeck Medizin und promovierte an der Universität Leipzig kurz nach Kriegsende 1945 zum Dr. med. Er wurde Facharzt für Röntgenologie und Strahlenkunde. 1953 wurde er nach seiner Habilitierung zum Thema „Über die innere Ökonomie der Bestrahlungsmethoden in der Röntgentiefentherapie der malignen Tumoren“ Dozent an der Humboldt-Universität zu Berlin und 1958 dort zum Professor mit Lehrauftrag ernannt. 1963 wurde ihm der volle Lehrauftrag für Röntgenologie und Strahlenkunde übertragen. Er war als Oberarzt am Institut für Röntgenologie und Radiologie tätig und Mitbegründer der Geschwulstklinik an der Berliner Charité, die er bis zu seiner Emeritierung 1988 leitete.

## Schriften (Auswahl)
- Über die optimale Dosierung der Sulfonamide in der inneren Medizin. Leipzig 1945.
- Über die innere Ökonomie der Bestrahlungsmethoden in der Röntgentiefentherapie der malignen Tumoren. Berlin [1953].
- Zur Methodik der Röntgenstrahlen-Behandlung bösartiger Geschwülste. Leipzig 1955.
- Zur Methodik der Röntgenstrahlen-Behandlung bösartiger Geschwülste. 2. erw. u. neubearb. Aufl., Leipzig 1959.